# Ostrong
Ostrong är en ås i Österrike.   Den ligger i förbundslandet Niederösterreich, i den nordöstra delen av landet, 90 km väster om huvudstaden Wien.
I omgivningarna runt Ostrong växer i huvudsak blandskog. Runt Ostrong är det ganska tätbefolkat, med 75 invånare per kvadratkilometer.